# Love Will Keep Us Together
«Love Will Keep Us Together» es una canción escrita por Neil Sedaka y Howard Greenfield. Originalmente interpretada por Sedaka, la canción se convirtió en un hit single cuando el dúo de pop estadounidense Captain & Tennille hizo una versión de la canción en 1975.

## Composición
Sedaka admitió haber levantado la progresión de acordes principal de «Do It Again» de The Beach Boys y agregó una progresión que incluía acordes aumentados inspirados en Al Green. La melodía fue escrita pensando en Diana Ross. Greenfield escribió la letra como una de las dos colaboraciones finales con Sedaka (habían decidido a regañadientes romper su asociación porque sus canciones ya no eran comercialmente viables) junto con «Our Last Song Together», antes de que Greenfield se mudara a Los Ángeles con su compañero Tory Damon.

## Versión de Neil Sedaka
«Love Will Keep Us Together» apareció por primera vez en el álbum de estudio de 1973 de Neil Sedaka, The Tra-La Days Are Over, que no tuvo un lanzamiento en los Estados Unidos. Su versión de la canción debutó en Estados Unidos en el álbum recopilatorio de 1974, Sedaka's Back. En Alemania Occidental, la canción original de Sedaka también se incluyó como lado B de su éxito de 1976, «Love in the Shadows».

## Versión de Captain & Tennille
«Love Will Keep Us Together» fue el primer sencillo y la canción que da nombre al álbum debut de Captain & Tennille, aunque “Captain” Daryl Dragon originalmente esperaba que el honor fuera para la interpretación del dúo de «I Write the Songs». El sencillo alcanzó la posición #1 tanto en la lista Easy Listening como en la lista pop de Billboard, permaneciendo en la cima de esta última durante cuatro semanas a partir del 21 de junio de 1975. También llegó a la cima de la lista de fin de año de 1975. En los Estados Unidos fue el sencillo más vendido de 1975. «Love Will Keep Us Together» fue certificado con disco de oro por la RIAA, y también ganó el premio Grammy a la grabación del año el 28 de febrero de 1976. Su versión le daría a Sedaka y Greenfield una nominación al premio Grammy a la canción del año.

### «Por Amor Viviremos» (versión en español)
Mientras «Love Will Keep Us Together» encabezaba las listas en el verano de 1975, Captain & Tennille lanzaron una versión en español de la canción, «Por Amor Viviremos». «Por Amor Viviremos» alcanzó el número #49 en la lista Billboard Hot 100, lo que le dio a Captain & Tennille una rara hazaña de la misma canción, en diferentes idiomas y lanzada como sencillos separados (en lugar de los lados A y B de un solo sencillo), apareciendo simultáneamente en la misma lista.
«Por Amor Viviremos» aparecería más tarde en su álbum de enero de 1976 Por Amor Viviremos, una regrabación en español pista por pista de su álbum Love Will Keep Us Together. También aparece en el álbum recopilatorio de Hip-O Records de 2002, Ultimate Collection: The Complete Hits.